# Девочка со спичками (мультфильм)
«Де́вочка со спи́чками» (англ. The Little Matchgirl) — короткометражный мультипликационный фильм, выпущенный в 2006 студией Уолта Диснея по мотивам сказки Х. К. Андерсена «Девочка со спичками». Мультфильм номинировался на премию «Оскар» в 2007 среди короткометражных мультфильмов. В мультфильме использована методика компьютерной прорисовки, разработанная студией Уолта Диснея, с применением вручную нарисованных акварелью фонов тёмных тонов.

## Сюжет
Санкт-Петербург начала XX века. Маленькая, нищая, бездомная и голодная девочка пытается продать прохожим спички. Но люди словно глухие стены — никто не обращает на бедную девочку внимания. Девочка смотрит по сторонам — все спешат по своим делам. Другие дети, из богатых семей, выходят с родителями из магазина игрушек — то, о чём девочка может только мечтать.
Оставив надежду продать спички, продрогшая девочка садится на землю в каком-то закоулке и начинает поджигать спички, чтобы согреться. При этом она в последних видениях видит то, чего лишена, о чём мечтает: вкусную еду, сани, запряжённые тройкой лошадей, любимый дом и бабушку, нежно прижимающую её к себе. Девочка сжигает оставшиеся спички, пытаясь продлить моменты видения счастья, и вдруг девочка видит свою бабушку. Она бежит к ней, бабушка поднимает внучку на руки, и вместе они отправляются встречать Рождество на небеса.